# Nadsonia fulvescens
Nadsonia fulvescens är en svampart. Nadsonia fulvescens ingår i släktet Nadsonia, ordningen Saccharomycetales, klassen Saccharomycetes, divisionen sporsäcksvampar och riket svampar.

## Underarter
Arten delas in i följande underarter:
- elongata
- fulvescens